# Élections sénatoriales de 2020 en Gironde
Les élections sénatoriales en Gironde ont lieu le dimanche 27 septembre 2020. Elles ont pour but d'élire les sénateurs représentant le département au Sénat pour un mandat de six ans.

## Contexte départemental
Lors des élections sénatoriales de 2014 en Gironde, six sénateurs ont été élus selon un mode de scrutin proportionnel.
Depuis, tous les effectifs du collège électoral des grands électeurs ont été renouvelés, avec les élections départementales de 2015, les élections régionales de 2015, les élections législatives de 2017 et les élections municipales de 2020.

## Sénateurs sortants
| Sénateur | Sénateur           | Parti | Fonctions lors de l'élection en 2014             |
| -------- | ------------------ | ----- | ------------------------------------------------ |
|          | Florence Lassarade | LR    | Adjointe au maire de Saint-Macaire               |
|          | Alain Cazabonne    | MoDem | Maire de Talence                                 |
|          | Nathalie Delattre  | MR    | Adjointe au maire de Bordeaux                    |
|          | Françoise Cartron  | LREM  | Sénatrice sortante                               |
|          | Laurence Harribey  | PS    | Maire de Noaillan                                |
|          | Hervé Gillé        | PS    | Conseiller général, adjoint au maire de Podensac |

## Présentation des listes et des candidats
Les nouveaux représentants sont élus pour une législature de 6 ans au suffrage universel indirect par les 3 298 grands électeurs du département. En Gironde, les sénateurs sont élus au scrutin proportionnel plurinominal. Leur nombre reste inchangé, six sénateurs sont à élire et huit candidats doivent être présentés sur la liste pour qu'elle soit validée. Chaque liste de candidats est obligatoirement paritaire et alterne entre les hommes et les femmes. Plusieurs listes seront déposées dans le département. Elles sont présentées ici dans l'ordre de leur dépôt à la préfecture et comportent l'intitulé figurant aux dossiers de candidature.

### Les Républicains
| N° | Candidats | Candidats            | Parti | Principales fonctions                                       |
| -- | --------- | -------------------- | ----- | ----------------------------------------------------------- |
| 01 |           | Florence Lassarade * | LR    | Sénatrice sortante, conseillère municipale de Saint-Macaire |
| 02 |           | Bruno Lafon          | LR    | Président de la COBAN, maire de Biganos                     |
| 03 |           | Karine Roux-Labat    | LR    | Conseillère municipale de Gradignan                         |
| 04 |           | Joël Cazaubon        | LR    | Adjoint au maire de Lesparre-Médoc                          |
| 05 |           | Magalie Vérité       | LR    | Maire de Caplong                                            |
| 06 |           | Bastien Mercier      | LR    | Maire de Camiran                                            |
|    |           |                      |       |                                                             |
| 07 |           | Valérie Ducout       | LR    | Conseillère départementale                                  |
| 08 |           | Samuel Hercek        | LR    | Conseiller municipal de Saint-Aubin-de-Médoc                |

### Parti socialiste
| N° | Candidats | Candidats         | Parti | Principales fonctions                                      |
| -- | --------- | ----------------- | ----- | ---------------------------------------------------------- |
| 01 |           | Laurence Harribey | PS    | Sénatrice sortante, conseillère régionale                  |
| 02 |           | Hervé Gillé       | PS    | Sénateur sortant, conseiller départemental                 |
| 03 |           | Christine Bost    | PS    | Conseillère départementale, maire d'Eysines                |
| 04 |           | Thierry Trijoulet | PS    | Conseiller régional, adjoint au maire de Mérignac          |
| 05 |           | Laurence Rouède   | PS    | Conseillère régionale, adjointe au maire de Libourne       |
| 06 |           | Cédric Pain       | PS    | Maire de Mios                                              |
|    |           |                   |       |                                                            |
| 07 |           | Célia Monseigne   | PS    | Conseillère départementale, maire de Saint-André-de-Cubzac |
| 08 |           | Daniel Barbe      | PS    | Maire de Blasimon                                          |

### Mouvement de la ruralité
| N° | Candidats | Candidats                 | Parti | Principales fonctions                       |
| -- | --------- | ------------------------- | ----- | ------------------------------------------- |
| 01 |           | Yves Ponton d'Amécourt    | LMR   | Conseiller régional                         |
| 02 |           | Viviane Chaine-Ribeiro    | LR    | Conseillère municipale de Lacanau           |
| 03 |           | Pascal Bérillon           | LC    | Conseiller municipal de la La Teste-de-Buch |
| 04 |           | Pascale Québec            | DVD   | Maire de Bossugan                           |
| 05 |           | Pierre Giraud             | DVD   | Conseiller municipal de Bruges              |
| 06 |           | Stéphanie Tambo           | DVD   |                                             |
|    |           |                           |       |                                             |
| 07 |           | Eddie Puyjalon            | LMR   | Conseiller régional                         |
| 08 |           | Marie-Agnès Befve Nédelec | PCD   | Conseillère municipale de Talence           |

### Divers centre
| N° | Candidats | Candidats                | Parti | Principales fonctions                  |
| -- | --------- | ------------------------ | ----- | -------------------------------------- |
| 01 |           | Françoise Cartron        | LREM  | Sénatrice sortante                     |
| 02 |           | Pascal Lavergne          | LREM  | Conseiller municipal de Monségur       |
| 03 |           | Valérie Kociemba         | LREM  | Adjointe au maire du Taillan-Medoc     |
| 04 |           | Jean-Michel Basset       | LREM  | Maire de Les Lèves-et-Thoumeyragues    |
| 05 |           | Eugénie Barron           | LREM  | Conseillère municipale de la Brède     |
| 06 |           | Alain Dumas              | LREM  | Conseiller municipal de Saint-Gervais  |
|    |           |                          |       |                                        |
| 07 |           | Florence Meynard-Cardoso | LREM  |                                        |
| 08 |           | Fabrice Pastor           | LREM  | Conseiller municipal à Lège-Cap-Ferret |

### Europe Écologie Les Verts
| N° | Candidats | Candidats                | Parti | Principales fonctions                              |
| -- | --------- | ------------------------ | ----- | -------------------------------------------------- |
| 01 |           | Monique de Marco         | EÉLV  | Conseillère municipale de Talence.                 |
| 02 |           | Benoît Aulanier          | EÉLV  | Conseiller municipal de Léognan                    |
| 03 |           | Christine Moebs Seguinau | EÉLV  | Conseillère régionale, adjointe au maire d'Eysines |
| 04 |           | Romain Dostes            | EÉLV  |                                                    |
| 05 |           | Anne-Laure Bedu          | GÉ    | Conseillère régionale                              |
| 06 |           | Grégory Faucon           | EÉLV  | Adjoint au maire de Lormont                        |
|    |           |                          |       |                                                    |
| 07 |           | Agnès Séjournet          | EÉLV  | Adjointe au maire de Libourne                      |
| 08 |           | Nicolas Dubot            | EÉLV  |                                                    |

### Mouvement radical - MoDem
| N° | Candidats | Candidats              | Parti | Principales fonctions                                  |
| -- | --------- | ---------------------- | ----- | ------------------------------------------------------ |
| 01 |           | Nathalie Delattre      | MR    | Sénatrice sortante, conseillère municipale de Bordeaux |
| 02 |           | Alain Cazabonne        | MoDem | Sénateur sortant, conseiller municipal de Talence      |
| 03 |           | Mireille Conte Jaubert | DVD   | Maire de Saint-Médard-de-Guizières                     |
| 04 |           | Hubert Laporte         | UDI   | Conseiller départemental, maire de Sainte-Eulalie      |
| 05 |           | Véronique Soubelet     | Agir  | Adjointe du maire de La Brède                          |
| 06 |           | Eric Guérin            | DVD   |                                                        |
|    |           |                        |       |                                                        |
| 07 |           | Françoise Dupiol-Tach  | DVD   | Maire de Grignols                                      |
| 08 |           | Michaël Cenni          | DVD   | Maire de Lugon-et-l'Île-du-Carnay                      |

### Rassemblement national
| N° | Candidats | Candidats           | Parti | Principales fonctions                                        |
| -- | --------- | ------------------- | ----- | ------------------------------------------------------------ |
| 01 |           | Edwige Diaz         | RN    | Conseillère régionale, conseillère municipale de Saint-Savin |
| 02 |           | Jacques Colombier   | RN    | Conseiller régional                                          |
| 03 |           | Sandrine Chadourne  | RN    | Conseillère régionale, conseillère municipale de Pineuilh    |
| 04 |           | Grégoire de Fournas | RN    | Conseiller départemental, conseiller municipal de Pauillac   |
| 05 |           | Julie Rechagneux    | RN    | Conseillère municipale de Lormont                            |
| 06 |           | Laurent Lamara      | RN    | Conseiller régional                                          |
|    |           |                     |       |                                                              |
| 07 |           | Christine Dumas     | RN    |                                                              |
| 08 |           | Bruno Paluteau      | RN    | Conseiller régional                                          |

### La France insoumise
| N° | Candidats | Candidats           | Parti | Principales fonctions                         |
| -- | --------- | ------------------- | ----- | --------------------------------------------- |
| 01 |           | Mathieu Caillaud    | LFI   | Conseiller municipal de Saint-André-de-Cubzac |
| 02 |           | Cécilia Fonseca     | LFI   |                                               |
| 03 |           | Olivier Maneiro     | LFI   | Conseiller municipal de Saint-Estèphe         |
| 04 |           | Jessika Sokolovitch | LFI   |                                               |
| 05 |           | Hugo Fourcade       | LFI   |                                               |
| 06 |           | Camille Henrion     | LFI   | Conseillère municipale de Villenave-d'Ornon   |
|    |           |                     |       |                                               |
| 07 |           | Alain Mathieu       | LFI   |                                               |
| 08 |           | Marie Arbitre       | LFI   |                                               |

### Parti communiste français
| N° | Candidats | Candidats            | Parti | Principales fonctions                       |
| -- | --------- | -------------------- | ----- | ------------------------------------------- |
| 01 |           | Sébastien Laborde    | PCF   | Conseiller municipal de Saint-Denis-de-Pile |
| 02 |           | Claude Mellier       | PCF   | Conseillère municipale de Mérignac          |
| 03 |           | Stéphane Denoyelle   | PCF   | Maire de Saint-Pierre-d'Aurillac            |
| 04 |           | Marie-Laure Cardinal | PCF   | Conseillère municipale de Pessac            |
| 05 |           | Stéphane Le Bot      | PCF   | Conseiller municipal de Cussac-Fort-Médoc   |
| 06 |           | Véronique Lavaud     | PCF   | Adjointe au maire de Saint-André-de-Cubzac  |
|    |           |                      |       |                                             |
| 07 |           | Vincent Maurin       | PCF   | Conseiller municipal de Bordeaux            |
| 08 |           | Josette Mugron       | PCF   | Maire de Frontenac                          |

## Résultats
| Tête de liste                                                                             | Tête de liste            | Liste                               | Voix  | %     | Sièges |  |
| ----------------------------------------------------------------------------------------- | ------------------------ | ----------------------------------- | ----- | ----- | ------ |  |
|                                                                                           | Laurence Harribey        | Parti socialiste                    | 1 026 | 30,38 | 2      |  |
| La Gironde, terre d'engagements                                                           |                          |                                     | 1 026 | 30,38 | 2      |  |
|                                                                                           | Nathalie Delattre        | Divers droite (MR - MoDem - UDI)    | 826   | 24,46 | 2      |  |
| Résolument Girondins                                                                      |                          |                                     | 826   | 24,46 | 2      |  |
|                                                                                           | Monique de Marco         | Europe Écologie Les Verts (GÉ)      | 489   | 14,48 | 1      |  |
| L'écologie au Sénat                                                                       |                          |                                     | 489   | 14,48 | 1      |  |
|                                                                                           | Florence Lassarade       | Les Républicains                    | 356   | 10,54 | 1      |  |
| Esprit Gironde                                                                            |                          |                                     | 356   | 10,54 | 1      |  |
|                                                                                           | Françoise Cartron        | Divers centre (LREM)                | 279   | 8,26  | 0      |  |
| Pour la Gironde et ses territoires                                                        |                          |                                     | 279   | 8,26  | 0      |  |
|                                                                                           | Yves Ponton d'Amécourt   | Divers droite (LMR - PCD - LR - LC) | 146   | 4,32  | 0      |  |
| A l'écoute des forces vives des territoires                                               |                          |                                     | 146   | 4,32  | 0      |  |
|                                                                                           | Sébastien Laborde        | Parti communiste français           | 109   | 3,23  | 0      |  |
| Dans nos communes et nos territoires, l'Humain d'abord                                    |                          |                                     | 109   | 3,23  | 0      |  |
|                                                                                           | Edwige Diaz              | Rassemblement national              | 79    | 2,34  | 0      |  |
| Liste localiste présentée par le Rassemblement national pour le rééquilibrage territorial |                          |                                     | 79    | 2,34  | 0      |  |
|                                                                                           | Mathieu Caillaud         | La France insoumise                 | 67    | 1,98  | 0      |  |
| La Gironde écologiste et solidaire                                                        |                          |                                     | 67    | 1,98  | 0      |  |
|                                                                                           |                          |                                     |       |       |        |  |
| Votes valides                                                                             | Votes valides            | Votes valides                       | 3 377 | 97,52 |        |  |
| Votes blancs                                                                              | Votes blancs             | Votes blancs                        | 40    | 1,16  |        |  |
| Votes nuls                                                                                | Votes nuls               | Votes nuls                          | 46    | 1,33  |        |  |
| Total                                                                                     | Total                    | Total                               | 3 463 | 100   | 6      |  |
| Abstention                                                                                | Abstention               | Abstention                          | 44    | 1,25  |        |  |
| Inscrits / participation                                                                  | Inscrits / participation | Inscrits / participation            | 3 507 | 98,75 |        |  |